# Annona
Pour les articles homonymes, voir Annona (homonymie) et Annone.
Genre
Classification phylogénétique
Annona est un genre de plantes à fleurs de la famille des Annonaceae. Ce sont les annones ou anones. Ce genre contient entre 100 et 150 espèces d'arbres ou arbustes tropicaux. De très nombreuses espèces ont un intérêt gastronomique, médical, pharmaceutique, etc. Si quelques espèces se trouvent en Afrique, la plupart se trouvent donc en Amérique. Le nom du genre dérive du Taíno annon.
Plusieurs de leurs fruits sont appréciés dans diverses parties du globe, et certains sont nommés en français annone, bien que ce terme désigne particulièrement celui d‘Annona cherimola.
On confond parfois Annona cherimola avec différentes espèces comme l'attier ou pommier cannelle (Annona squamosa) ou le corossol (Annona muricata).
Les acétogénines, dérivés lipidiques contenus dans ces plantes, sont de puissants inhibiteurs du complexe mitochondrial I, possédant des propriétés anticancéreuses[Information douteuse], mais également neurotoxiques.

## Listes d'espèces
Sélection d'espèces :
- Annona ambotay Aubl.
- Annona asplundiana
- Annona cherimola - Chérimolier
- Annona crassiflora (en)
- Annona deminuta R.E.Fr.
- Anonna diversifolia (en)
- Annona dolichophylla R.E.Fr.
- Annona glabra - Mammier
- Annona montana (en)
- Annona mucosa Jacq. - Abriba
- Annona muricata - Corossolier. Le fruit est le corossol.
- Annona paludosa Aubl. - Guimanmin
- Annona reticulata - Cœur de bœuf ou Cachiman
- Annona salzmannii (en)
- Annona senegalensis - Pomme-cannelle du Sénégal ou Annone
- Annona squamosa - Attier ou pommier-cannelle
- Annona triloba, synonyme de Asimina triloba - Asiminier (trilobé)

Le genre comporte entre autres les espèces suivantes :
selon GBIF (18 février 2023) :
- Annona acuminata Saff.
- Annona acutiflora Mart.
- Annona amambayensis Hassl., 1917
- Annona amara Raeusch., 1797
- Annona amazonica R.E.Fr.
- Annona ambotay Aubl.
- Annona andicola (Maas & Westra) H.Rainer
- Annona angustifolia Huber
- Annona annonoides (R.E.Fr.) Maas & Westra
- Annona antioquensis Linden
- Annona asplundiana R.E.Fr.
- Annona atabapensis Kunth
- Annona atemoya Mabb.
- Annona aurantiaca Barb.Rodr.
- Annona bahiensis (Maas & Westra) H.Rainer
- Annona bicolor Urb.
- Annona billbergiana R.E.Fr.
- Annona billbergii R.E.Fr.
- Annona boliviana (R.E.Fr.) H.Rainer
- Annona brasiliensis Mart.
- Annona bullata A.Rich.
- Annona burchellii R.E.Fr.
- Annona caatingae H.Rainer
- Annona cacans Warm.
  - Annona cacans subsp. cacans  Warm.
  - Annona Annona cacans subsp.  cacans Warm.
- Annona caesia G.E.Schatz, C.A.Ramos & O.Ortiz
- Annona calcarata (R.E.Fr.) H.Rainer
- Annona calophylla R.E.Fr.
- Annona campestris R.E.Fr.
- Annona cancellata Mart.
- Annona caput-medusae Westra & H.Rainer
- Annona cascarilloides C.Wright ex Griseb.
- Annona centrantha (R.E.Fr.) H.Rainer
- Annona cercocarpa Saff.
- Annona cherimola Mill.
- Annona cherimolia Mill., 1768
- Annona cherimolioides Triana & Planch.
- Annona cheriquensis Linden
- Annona chiriquensis Linden
- Annona chrysocarpa Lepr.
- Annona colorata Vell.
- Annona conica Ruiz & Pav. ex G.Don
- Annona conica Ruiz, Pav., Ruiz & Pav., 1959
- Annona contrerasii J.Jiménez Ram. & J.C.Soto
- Annona cordifolia (Szyszyl.) R.E.Fr.
- Annona coriacea Mart.
- Annona cornifolia A.St.-Hil.
- Annona crassiflora Mart.
- Annona crassifolia Mart.
- Annona crassivenia Saff.
- Annona cristalensis (Alain) Borhidi & Moncada
- Annona crotonifolia Mart.
- Annona cubensis R.E.Fr.
- Annona cuspidata (Mart.) H.Rainer
- Annona danforthii (Standl.) H.Rainer
- Annona deceptrix (Westra) H.Rainer
- Annona deminuta R.E.Fr.
- Annona densicoma Mart.
- Annona dioica A.St.-Hil.
- Annona dodecapetala Lam.
- Annona dolabripetala Raddi
- Annona dolichopetala (R.E.Fr.) H.Rainer
- Annona dolichophylla R.E.Fr.
- Annona duckei Diels
- Annona dunalii Wall.
- Annona echinata Dunal
- Annona ecuadorensis R.E.Fr.
- Annona edulis (Triana & Planch.) H.Rainer
- Annona ekmanii R.E.Fr.
- Annona emarginata (Schltdl.) H.Rainer
- Annona excellens R.E.Fr.
- Annona exsucca DC.
- Annona exsucca Dunal, 1817
- Annona fendleri (R.E.Fr.) H.Rainer
- Annona ferruginea (R.E.Fr.) H.Rainer
- Annona foetida Mart.
- Annona fosteri (Maas & Westra) H.Rainer
- Annona frutescens R.E.Fr.
- Annona gardneri R.E.Fr.
- Annona gigantophylla (R.E.Fr.) R.E.Fr.
- Annona glabra L.
- Annona glauca Schumach. & Thonn.
  - Annona glauca var. glauca 
  - Annona Annona glauca var.  glauca
- Annona glaucophylla R.E.Fr.
- Annona globiflora Schltdl.
- Annona glomerulifera (Maas & Westra) H.Rainer
- Annona gracilis R.E.Fr.
- Annona haematantha Miq.
- Annona haitiensis R.E.Fr.
  - Annona haitiensis subsp. appendiculata  R.E.Fr.
  - Annona haitiensis subsp. haitiensis
- Annona havanensis R.E.Fr.
- Annona hayesii Saff.
- Annona hayesii Saff. ex Standl.
- Annona heinsenii Engl. & Diels
- Annona helosioides (Maas & Westra) H.Rainer
- Annona herzogii (R.E.Fr.) H.Rainer
- Annona hispida (Maas & Westra) H.Rainer
- Annona holosericea Saff.
- Annona hybr
- Annona hypoglauca Mart.
- Annona hystricoides A.H.Gentry
- Annona inconformis Pittier
- Annona insignis R.E.Fr.
- Annona ionophylla Triana & Planch.
- Annona iquitensis R.E.Fr.
- Annona jahnii Saff.
- Annona jamaicensis Sprague
- Annona jucunda (Diels) H.Rainer
- Annona jucunda Diels
- Annona kraussiana Hochst., 1843
- Annona leptopetala (R.E.Fr.) H.Rainer
- Annona liebmanniana Baill.
- Annona longiflora S.Watson
- Annona longipedicellata A.C.Webber & G.Gottsberger
- Annona longipes Saff.
- Annona macrocalyx R.E.Fr.
- Annona macroprophyllata Donn.Sm.
- Annona malmeana R.E.Fr.
  - Annona malmeana var. malmeana 
  - Annona malmeana var. vestita  R.E.Fr.
- Annona mammifera (Maas & Westra) H.Rainer
- Annona manabiensis Saff. ex R.E.Fr.
- Annona maritima (Záchia) H.Rainer
- Annona membranacea R.E.Fr.
- Annona microcarpa Jacq.
- Annona microcarpa Ruiz & Pav.
- Annona miocenica Prasad et al., 2017
- Annona moaensis Léon & Alain
- Annona montana Macfad.
- Annona monticola Mart.
- Annona mucosa Jacq.
- Annona muricata L.
- Annona neglecta R.E.Fr.
- Annona neoamazonica H.Rainer
- Annona neochrysocarpa H.Rainer
- Annona neoecuadorensis H.Rainer
- Annona neoelliptica H.Rainer & Maas
- Annona neoinsignis H.Rainer
- Annona neolaurifolia H.Rainer
- Annona neosalicifolia H.Rainer
- Annona neosericea H.Rainer
- Annona neoulei H.Rainer
- Annona neovelutina H.Rainer
- Annona nipensis Alain
- Annona nitida Mart.
- Annona nutans (R.E.Fr.) R.E.Fr.
- Annona oblongifolia R.E.Fr.
- Annona oleifolia Westra & H.Rainer
- Annona oxapampae Maas & Westra
- Annona pachyantha (Maas & Westra) H.Rainer
- Annona palmeri Saff.
- Annona paludosa Aubl.
- Annona papilionella (Diels) H.Rainer
- Annona paraguayensis R.E.Fr.
- Annona paraënsis R.E.Fr.
- Annona parviflora (A.St.-Hil.) H.Rainer
- Annona pavonii G.Don
- Annona pickelii (Diels) H.Rainer
- Annona pittieri Donn.Sm.
- Annona poeppigii (Mart.) Maas & Westra
- Annona praetermissa Fawc. & Rendle
- Annona prevostiae H.Rainer
- Annona primigenia Standl. & Steyerm.
- Annona pruinosa G.E.Schatz
- Annona punicifolia Triana & Planch.
- Annona purpurea Moç. & Sessé ex Dunal
- Annona pyriformis Bojer
- Annona quinduensis Kunth
- Annona rensoniana (Standl.) H.Rainer
- Annona reticulata L.
- Annona rhombipetala Ruiz & Pav.
- Annona rigida R.E.Fr.
- Annona rosei Saff.
- Annona roxburghiana Wall.
- Annona rufescens
- Annona rufinervis (Triana & Planch.) H.Rainer
- Annona rugulosa (Schltdl.) H.Rainer
- Annona saffordiana R.E.Fr.
- Annona salicifolia Ekman & R.E.Fr.
- Annona salzmannii A.DC.
- Annona sanctae-crucis S.Moore
- Annona sanctae-crusis S.Moore, 1895
- Annona sariffa Roxb. ex Hensch.
- Annona sarifia Roxb. ex Henschel
- Annona scandens Diels
- Annona scandens Diels ex Pilg.
- Annona schunkei (Maas & Westra) H.Rainer
- Annona sclerophylla Saff.
- Annona senegalensis Pers.
  - Annona senegalensis subsp. oulotricha  Le Thomas
  - Annona senegalensis subsp. oulotricha  LeThomas
  - Annona senegalensis subsp. senegalensis 
  - Annona senegalensis var. areolata  Le Thomas
  - Annona senegalensis var. areolata  LeThomas
  - Annona senegalensis var. glabrescens  Oliv.
  - Annona senegalensis var. oulotricha  Le Thomas
  - Annona senegalensis var. oulotricha  LeThomas
  - Annona senegalensis var. senegalensis
- Annona sericea Dunal
- Annona sericea Dunal ex Sprague
- Annona sinensis Raeusch., 1797
- Annona spec Linnaeus, 1753
- Annona spinescens Mart.
- Annona spraguei Saff.
- Annona squamosa L.
- Annona stenophylla Engl. & Diels
  - Annona stenophylla subsp. cuneata  (Oliv.) N.Robson
  - Annona stenophylla subsp. longepetiolata  (R.E.Fr.) N.Robson
  - Annona stenophylla subsp. longipetiolata  (R.E.Fr.) N.Robson
  - Annona stenophylla subsp. nana  (Exell) N.Robson
  - Annona stenophylla subsp. stenophylla
- Annona surriffa Roxb.
- Annona sylvatica A.St.-Hil.
- Annona symphyocarpa Sandwith
- Annona tenuiflora Mart.
- Annona tomentosa R.E.Fr.
- Annona tuberosa Noronha
- Annona ubatubensis (Maas & Westra) H.Rainer
- Annona uncata Baill., 1868
- Annona uniflora Dunal, 1817
- Annona urbaniana R.E.Fr.
- Annona vepertonum Mart.
- Annona vepretorum Mart.
- Annona volubilis Lundell
- Annona warmingiana Mello-Silva & Pirani
- Annona williamsii (Rusby ex R.E.Fr.) H.Rainer
- Annona xylopiifolia A.St.-Hil. & Tul.
- Annona zenkeri Engl. & Diels
- Anona ampla Berry, 1916
- Anona cretacea Lesquereux, 1883
- Anona eolignitica Berry, 1916
- Annona glabra Linnaeus, 1753
- Anona koilabasensis Prasad et al., 1999
- Anona peruviana Berry, 1927
- Anona robusta Lesquereux, 1883
- Anona spoliata Cockerell, 1908
- Anona wilcoxiana Berry, 1916
- Rollinia dolabripetala A.St.-Hil., 1825
- Rollinia fagifolia Schltdl., 1834
- Rollinia lancelolata Fr.
- Rollinia longifoliae St.Hilarie
- Rollinia prancei Aristeg.
- Rollinia sylvatica Warm.

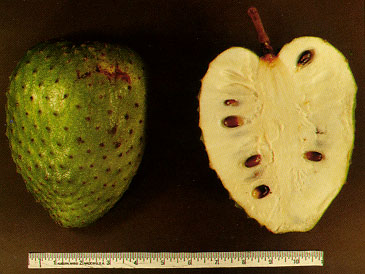
Corossol

selon Tropicos (18 février 2023) (Attention liste brute contenant possiblement des synonymes) :
- Annona acuminata Saff., 1912-1916 [1913]
- Annona acutiflora Mart., 1841
- Annona acutifolia Saff. ex R.E. Fr., 1931
- Annona aethiopica (Dunal) Steud., 1841
- Annona amambayensis Hassler ex R. E. Fries, 1931
- Annona amazonica R.E. Fr., 1931
- Annona ambotay Aubl., 1775
- Annona amplexicaulis Lam., 1786
- Annona andicola (Maas & Westra) H. Rainer, 2006 [2007]
- Annona angustifolia Huber, 1909
- Annona annonoides (R.E. Fr.) Maas & Westra, 1992
- Annona antioquensis Linden, 1871
- Annona arenaria Thonn., 1827
- Annona asiatica L., 1753
- Annona asiatica Vahl, 1794
- Annona asplundiana R.E. Fr., 1947
- Annona atabapensis Kunth, 1821
- Annona × atemoya Mabb., 1998
- Annona aurantiaca Barb. Rodr., 1898
- Annona australis A. St.-Hil., 1825 [1824]
- Annona axillaris Ruiz
- Annona axillaris Ruiz ex R.E. Fr., 1937
- Annona axilliflora DC., 1824
- Annona bahiensis (Maas & Westra) H. Rainer, 2006 [2007]
- Annona barteri Benth., 1862
- Annona bibracteata Hook., 1841
- Annona bicolor Urb., 1912
- Annona biflora Sessé & Moc., 1894
- Annona biflora Ruiz & Pav. ex G. Don, 1831
- Annona billbergii R.E. Fr., 1931
- Annona boliviana (R.E. Fr.) H. Rainer, 2006 [2007]
- Annona bonplandiana Kunth, 1821
- Annona bullata A. Rich., 1845
- Annona burchellii R.E. Fr., 1931
- Annona caatingae H. Rainer
- Annona cacans Warm., 1873
- Annona caesia G.E. Schatz, C.A. Ramos & O. Ortiz, 2015
- Annona calcarata (R.E. Fr.) H. Rainer, 2006 [2007]
- Annona calophylla R.E. Fr., 1931
- Annona campestris R.E. Fr., 1931
- Annona caput-medusae Westra & H. Rainer, 2019
- Annona cascarilloides Griseb., 1866
- Annona cauliflora Mart.
- Annona cearensis Barb. Rodr., 1898
- Annona centrantha (R.E. Fr.) H. Rainer, 2006 [2007]
- Annona cercocarpa Saff., 1913
- Annona cherimola Mill., 1768
- Annona cherimolia Mill., 1768
- Annona cherimolia Mill.
- Annona cherimolioides Triana & Planch., 1862
- Annona cheriquensis Linden, 1871
- Annona chrysocarpa Lepr. ex Guill. & Perr., 1831
- Annona chrysocarpa Leprieur Ex Guillemet
- Annona chrysopetala Steud., 1843
- Annona chrysophylla Bojer, 1843
- Annona chrysophylla Bojer, 1842
- Annona cinerea Dunal, 1817
- Annona congensis Engl. & Diels, 1899
- Annona conica Ruiz & Pav. ex E.A. López, 1959
- Annona conica Ruiz & Pav. ex G. Don, 1931
- Annona conifera Ruiz ex R.E. Fr.
- Annona conophylla Triana & Planch., 1862
- Annona contrerasii J. Jiménez Ram. & J.C. Soto, 2015
- Annona cordifolia (Szyszył.) R.E. Fr., 1938
- Annona cordifolia Poepp. ex Maas & Westra, 1992
- Annona cordifolia Poepp. ex Szyszył., 1894
- Annona coriacea Mart., 1841
- Annona cornifolia A. St.-Hil., 1825 [1824]
- Annona crassiflora Mart., 1841
- Annona crassifolia Mart.
- Annona crassivenia Saff., 1914
- Annona cristalensis (Alain) Borhidi & Moncada, 1978
- Annona crotonifolia Mart., 1841
- Annona cubensis R.E. Fr., 1927
- Annona cuneata (Oliv.) R.E. Fr., 1914
- Annona cuspidata (Mart.) H. Rainer, 2006 [2007]
- Annona cuyabaensis Barb. Rodr., 1898
- Annona danforthii (Standl.) H. Rainer, 2006 [2007]
- Annona deceptrix (Westra) H. Rainer, 2001
- Annona deminuta R.E. Fr., 1934
- Annona densicoma Mart., 1841
- Annona depressa Baill., 1867-1868 [1868]
- Annona dioica A. St.-Hil., 1825 [1824]
- Annona discreta L., 1775
- Annona distincta Raeusch., 1797
- Annona diversifolia Saff., 1911
- Annona dodecapetala Lam., 1786
- Annona dolabripetala Raddi, 1820
- Annona dolichopetala (R.E. Fr.) H. Rainer, 2006 [2007]
- Annona dolichophylla R.E. Fr., 1947
- Annona domingensis R.E. Fr., 1931
- Annona duckei Diels, 1931
- Annona dumentorum R.E. Fr., 1931
- Annona dumetorum R.E. Fr., 1931
- Annona echinata Dunal, 1817
- Annona ecuadorensis R.E. Fr., 1959
- Annona edulis (Triana & Planch.) H. Rainer, 2006 [2007]
- Annona ekmanii R.E. Fr., 1927
- Annona elliptica R.E. Fr., 1927
- Annona emarginata (Schltdl.) H. Rainer, 2006 [2007]
- Annona exalbida Vell., 1829
- Annona excellens R.E. Fr., 1931
- Annona excelsa Kunth, 1821
- Annona exsucca DC. ex Dunal, 1817
- Annona fagifolia Saint-Hilaire & Tulasne, 1842
- Annona fendleri (R.E. Fr.) H. Rainer, 2006 [2007]
- Annona ferruginea (R.E. Fr.) H. Rainer, 2006 [2007]
- Annona foetida Mart., 1841
- Annona forskahlii DC., 1818 [1817]
- Annona forsskalii (Forssk.) DC., 1818 [1817]
- Annona fosteri (Maas & Westra) H. Rainer, 2006 [2007]
- Annona friesii Robyns & Ghesq.
- Annona frutescens R.E. Fr., 1927
- Annona fruticosa Sessé & Moc., 1894
- Annona furfuracea A. St.-Hil., 1825 [1824]
- Annona gardneri R.E. Fr., 1931
- Annona geraensis Barb. Rodr., 1898
- Annona gigantophylla (R.E. Fr.) R.E. Fr., 1960
- Annona glabra L., 1753
- Annona glabra Forssk., 1775
- Annona glauca Thonn. in Schum., 1828
- Annona glauca Schumach. & Thonn., 1824
- Annona glaucophylla R.E. Fr., 1904
- Annona globiflora Schltdl., 1836
- Annona glomerulifera (Maas & Westra) H. Rainer, 2006 [2007]
- Annona gracilis R.E. Fr., 1927
- Annona grandiflora W. Bartram, 1791
- Annona grandiflora Lam., 1786
- Annona grandifolia A. St.-Hil. & Tul.
- Annona guaricensis Pittier, 1927
- Annona haematantha Miq., 1849
- Annona haitiensis R.E. Fr., 1927
- Annona havanensis R.E. Fr., 1927
- Annona hayesii Saff. ex Standl., 1925
- Annona heinsenii Engl. & Diels
- Annona helosioides (Maas & Westra) H. Rainer, 2006 [2007]
- Annona herzogii (R.E. Fr.) H. Rainer, 2006 [2007]
- Annona hexapetala L. f., 1781 [1782]
- Annona hispida (Maas & Westra) H. Rainer, 2006 [2007]
- Annona holosericea Saff., 1912-1916 [1913]
- Annona hostmannii Steud., 1843
- Annona humboldtiana Kunth, 1821
- Annona humboldtii Dun., 1817
- Annona humilis Benth.
- Annona hypoglauca Mart., 1841
- Annona hystricoides A.H. Gentry, 1984
- Annona imbitibana Glaz.
- Annona impressivenia Saff. ex R.E. Fr., 1931
- Annona incana W. Bartram, 1791
- Annona inconformis Pittier, 1938
- Annona insignis R.E. Fr., 1931
- Annona insularis Hemsl. ex Millsp., 1895
- Annona involucrata Baill., 1867-1868 [1868]
- Annona ionophylla Triana & Planch., 1862
- Annona iquitensis R.E. Fr., 1931
- Annona jahnii Saff., 1914
- Annona jamaicensis Sprague, 1906
- Annona jenmanii Saff., 1913
- Annona jucunda (Diels) H. Rainer, 2006 [2007]
- Annona klainei Pierre ex Engl. & Diels
- Annona klainii Pierre ex Engl. & Diels
- Annona laevigata Mart., 1841
- Annona laevis Kunth, 1821
- Annona lanceolata Willd. ex Steud., 1840
- Annona lasiocalyx Mart., 1841
- Annona latifolia Scott Elliot, 1895
- Annona laurentii Engl. & Diels
- Annona laurifolia Dunal, 1817
- Annona lepidota Miq., 1847 [1846]
- Annona leptopetala (R.E. Fr.) H. Rainer, 2006 [2007]
- Annona liebmanniana Baill., 1867-1868 [1868]
- Annona longepetiolata Robyns & Ghesq.
- Annona longiflora S. Watson, 1887
- Annona longifolia Sessé & Moc., 1894
- Annona longifolia Aubl., 1775
- Annona longipedicellata A.C. Webber & Gottsb., 2020
- Annona longipes Saff., 1913
- Annona lutescens Saff., 1914-1917 [1914]
- Annona macrocalyx R.E. Fr., 1931
- Annona macrocarpa Wercklé, 1903
- Annona macrocarpa Barb. Rodr., 1898
- Annona macroprophyllata Donn. Sm., 1910
- Annona malmeana R.E. Fr., 1900
- Annona mammifera (Maas & Westra) H. Rainer, 2006 [2007]
- Annona manabiensis Saff. ex R.E. Fr., 1931
- Annona manirote Kunth, 1821
- Annona mannii Oliv., 1867
- Annona mannii D. Oliver
- Annona marcgravii Mart., 1841
- Annona maritima (Záchia) H. Rainer, 2006 [2007]
- Annona maxima Sloane, 1725
- Annona membranacea R.E. Fr.
- Annona micrantha Bertero ex Spreng., 1825
- Annona microcarpa Jacq., 1806
- Annona microcarpa Ruiz & Pav. ex G. Don
- Annona minensis Glaz., 1906
- Annona moaensis León & Alain, 1946
- Annona montana Macfad., 1837
- Annona monticola Mart., 1871
- Annona mucosa Jacq.
- Annona muricata Vell., 1827
- Annona muricata L., 1753
- Annona myristica Gaertn., 1791
- Annona nana Exell
- Annona nano-fruticosa Herzog, 1909
- Annona neglecta R.E. Fr., 1937
- Annona neoamazonica H. Rainer, 2006 [2007]
- Annona neochrysocarpa H. Rainer, 2006 [2007]
- Annona neoecuadoarensis H. Rainer, 2006 [2007]
- Annona neoelliptica H. Rainer & Maas, 2006 [2007]
- Annona neoinsignis H. Rainer, 2006 [2007]
- Annona neolaurifolia H. Rainer, 2006 [2007]
- Annona neosalicifolia H. Rainer, 2006 [2007]
- Annona neosericea H. Rainer, 2006 [2007]
- Annona neoulei H. Rainer, 2006 [2007]
- Annona neovelutina H. Rainer, 2006 [2007]
- Annona nipensis Alain, 1960
- Annona nitida Willd. ex Steud., 1840
- Annona nitida Ruiz & Pav., 1959
- Annona nitida Mart., 1841
- Annona nutans (R.E. Fr.) R.E. Fr., 1904
- Annona oblongifolia R.E. Fr., 1927
- Annona obovata Willd., 1799
- Annona obtusiflora Tussac, 1808
- Annona obtusifolia A. Juss.
- Annona obtusifolia DC., 1824
- Annona oleifolia Westra & H. Rainer, 2019
- Annona oligocarpa R.E. Fr., 1948
- Annona oxapampae Maas & Westra, 2010
- Annona pachyantha (Maas & Westra) H. Rainer, 2006 [2007]
- Annona palmeri Saff., 1914
- Annona paludosa Aubl., 1775
- Annona palustris Small
- Annona palustris L., 1762
- Annona papilionella (Diels) H. Rainer, 2006 [2007]
- Annona paraensis R.E. Fr., 1931
- Annona paraguayensis R.E. Fr., 1904
- Annona parviflora Ruiz & Pav. ex E.A. López, 1959
- Annona parviflora (A. St.-Hil.) H. Rainer, 2006 [2007]
- Annona parviflora Ruiz & Pav. ex G. Don, 1831
- Annona parviflora Ruiz & Pav. ex R.E. Fr., 1934
- Annona peduncularis Steud., 1843
- Annona pendula Salisb., 1796
- Annona perrottetii A. DC., 1832
- Annona peruviana Humb. & Bonpl. ex Dunal, 1817
- Annona phaeoclados Mart., 1841
- Annona pickelii (Diels) H. Rainer, 2006 [2007]
- Annona pisonis Mart., 1841
- Annona pittieri Donn. Sm., 1897
- Annona poeppigii (Mart.) Maas & Westra, 1992
- Annona porpetac Boiv. ex H. Baillon, 1882
- Annona praetermissa Fawc. & Rendle
- Annona praetermissa Rendle, 1914
- Annona prestoei Hemsl., 1899 [1897]
- Annona prevostiae H. Rainer, 2002
- Annona primigenia Standl. & Steyerm., 1943
- Annona pruinosa G.E. Schatz, 1992
- Annona pterocarpa Ruiz & Pavon ex G. Don, 1831
- Annona pteropetala Ruiz & Pav. ex R.E. Fr., 1931
- Annona pteropetala Ruiz & Pav. ex E.A. López, 1959
- Annona pubescens Salisb., 1796
- Annona punctata Aubl., 1775
- Annona punicifolia Triana & Planch., 1862
- Annona purpurea Moc. & Sessé ex Dunal, 1817
- Annona pygmaea (Warm.) Warm., 1892
- Annona pygmaea W. Bartram, 1791
- Annona pyriformis Bojer ex Baker, 1877
- Annona quinduensis Kunth, 1821
- Annona rensoniana (Standl.) H. Rainer, 2006 [2007]
- Annona reticulata L., 1753
- Annona rhizantha Eichler, 1883
- Annona rhombipetala Ruiz & Pav. ex G. Don
- Annona rigida R.E. Fr., 1957
- Annona riparia Kunth, 1821
- Annona rodriguesii Barb. Rodr., 1894
- Annona rosei Saff., 1914
- Annona rufa Lundell, 1974
- Annona rufa C. Presl, 1835
- Annona rufinervis (Triana & Planch.) H. Rainer, 2006 [2007]
- Annona rugulosa (Schltdl.) H. Rainer, 2006 [2007]
- Annona saffordiana R.E. Fr., 1931
- Annona salicifolia Ekman & R.E. Fr., 1929
- Annona salzmannii A. DC., 1832
- Annona sanctae-crucis S. Moore, 1895
- Annona scandens Diels, 1905
- Annona schunkei (Maas & Westra) H. Rainer, 2006 [2007]
- Annona scleroderma Saff., 1913
- Annona sclerophylla Saff., 1914
- Annona senegalensis Pers., 1807 [1806]
- Annona sericea Dunal, 1817
- Annona sessiliflora Benth., 1853
- Annona silvestris Vell., 1829
- Annona speciosa Nash
- Annona sphaerocarpa Splitg., 1842
- Annona spinescens Mart., 1841
- Annona spoliata Cockerell, 1908
- Annona spraguei Saff., 1912-1916
- Annona squamosa L., 1753
- Annona stenophylla Engl. & Diels, 1901
- Annona sulcata Urb., 1922
- Annona sylvatica A. St.-Hil., 1825
- Annona symphyocarpa Sandwith, 1930
- Annona tenuiflora Mart., 1841
- Annona tenuifolia A. DC., 1832
- Annona tenuipes R.E. Fr., 1950
- Annona tessmannii Diels, 1924
- Annona testudinea Saff., 1913
- Annona tomentosa R.E. Fr., 1905-1906 [1905]
- Annona triloba L., 1753
- Annona trinitensis Saff., 1913
- Annona tripetala Aiton, 1789
- Annona trunciflora R.E. Fr., 1957
- Annona ubatubensis (Maas & Westra) H. Rainer, 2006 [2007]
- Annona ulei R.E. Fr., 1931
- Annona uliginosa Kunth, 1821
- Annona uncinata Sprague, 1905
- Annona uncinata Lam., 1786
- Annona uniflora DC., 1817
- Annona urbaniana R.E. Fr., 1927
- Annona velutina A. St.-Hil. & Tul., 1842
- Annona vepertonum Mart., 1841
- Annona vepretorum Mart., 1841
- Annona volubilis Lundell, 1974
- Annona walkeri S. Moore, 1895
- Annona warmingiana Mello-Silva & Pirani, 1999
- Annona williamsii (Rusby ex R.E. Fr.) H. Rainer, 2006 [2007]
- Annona xestropetala Spreng., 1825
- Annona xylopiifolia A. St.-Hil., 1842
- Annona zenkeri Engl. & Diels